# Корнєєв Валерій Володимирович
Валерій Володимирович Корнєєв (рос. Валерий Владимирович Корнеев; нар. 12 березня 1962, Брянськ, РРФСР) — радянський та російський футболіст, тренер та футбольний функціонер, виступав на позиції нападника.

## Кар'єра гравця
У 1979 році дебютував у команді майстрів за брянське «Динамо», провів 1 гру. З 1981 по 1987 рік виступав за брянський клуб вже як основний гравець, у 158 матчах забив 56 м'ячів. З 1987 по 1989 рік грав за ставропольське «Динамо», де в 70 зустрічах відзначився 23 м'ячами. У 1989 році знову повернувся в Брянськ, провів 15 ігор, забив 14 голів, після чого в тому ж році поповнив ряди донецького «Шахтаря», в якому, однак, не закріпився, зігравши лише 3 матчі у Вищій лізі СРСР.
Сезон 1990 року провів у владикавказькому «Спартаку», в 32 матчах забив 9 м'ячів. Потім на рік знову повернувся в брянське «Динамо», за яке взяв участь у 38 поєдинках, відзначившись 10 голами.
У сезоні 1992 року дебютував у Вищій лізі Росії у складі «Кубані», за яку зіграв 2 матчі і забив 1 м'яч, після чого поповнив ряди самарських «Крил Рад», де й дограв сезон, провівши 11 зустрічей.
З 1993 по 1995 рік знову виступав за ставропольське «Динамо», провів 71 гру, забив 18 голів. Догравав сезон 1995 року в раменському «Сатурні», у 10 матчах забив 3 м'ячі.
З 1996 по 1998 рік грав за брянський «Спартак», провів 98 зустрічей, забив 46 м'ячів. Сезон 1999 року розпочав у брянському «Динамо», в 17 матчах відзначився 4 м'ячами, після чого поповнив ряди клубу «СКА-Енергія», де потім виступав до 2000 року, зігравши 23 матчі і забивши 6 м'ячів у лізі, ще 1 зустріч провів у Кубку Росії. У 2002 році взяв участь в 4 іграх за «Коломну». 

## Кар'єра тренера
Має диплом Вищої школи тренерів. У 1998 році деякий час очолював брянський «Спартак». З 2000 по 2001 рік керував брянським «Динамо», в якому потім у 2009 році обіймав посаду начальника команди. Працював з любительською командою «Стародуб». Нині очолює управління фізкультури і спорту Брянської області.